# The Heroic Trio
Série
Executioners
(1993)
Pour plus de détails, voir Fiche technique et Distribution.
The Heroic Trio (東方三俠, Dung fong saam hap) est un film hongkongais réalisé par Johnnie To, sorti en 1993.
Sa suite, Executioners, sort 7 mois plus tard.

## Synopsis
Trois héroïnes s'associent pour affronter un ravisseur d'enfants.

## Fiche technique
- Titre : The Heroic Trio
- Titre original : 東方三俠 (Dung fong saam hap)
- Réalisation : Johnnie To
- Scénario : Sandy Shaw (en)
- Musique : William Hu
- Pays d'origine :  Hong Kong
- Format : Couleurs - 1,85:1 - Mono - 35 mm
- Genre : Action, science-fiction
- Durée : 88 minutes
- Date de sortie : 1993

## Distribution
- Michelle Yeoh : Ching
- Anita Mui : Tung
- Maggie Cheung : Chat
- Damian Lau : Inspecteur Lau
- Anthony Wong Chau-sang : Kau
- Paul Chun : chef de la police
- James Pak : inventeur
- Yen Shi-kwan : maître du mal
- Lee Siu-kei : chef des voleurs
- Wong Yut-fei : voleur de voiture